# 217
Il 217 (CCXVII in numeri romani) è un anno  del III secolo.

## Eventi

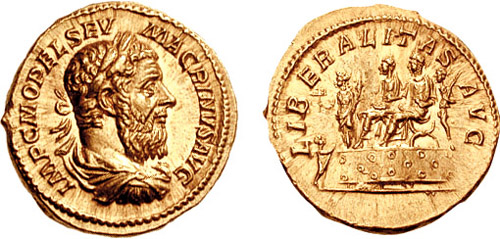
Moneta dell'imperatore romano Macrino, salito al trono l'11 aprile 217.

### Impero romano
- 1º gennaio - Gaio Bruttio Presente e Tito Messio Estricato consoli.
- 11 aprile - Il prefetto del pretorio Macrino diviene imperatore romano dopo aver fatto assassinare (8 aprile) Caracalla a Harran e dopo il rifiuto di assumere la porpora da parte di Marco Oclatinio Avvento; è il primo imperatore a non essere senatore ma solo cavaliere.
- Il futuro Imperatore Eliogabalo viene esiliato dal nuovo imperatore Macrino ad Emesa, assieme alla madre Giulia Soemia e alla nonna Giulia Mesa.
- 23 agosto - Roma: un incendio, innescato presumibilmente da un fulmine, fa crollare le strutture superiori del Colosseo, che resta chiuso per lavori fino al 222.
- Termina la costruzione delle Terme di Caracalla a Roma.
- Composizione dell'Itinerarium Antonini.
- Lucio Mario Massimo Perpetuo Aureliano praefectus urbi.
- Il governatore di Pannonia inferiore Gaio Ottavio Appio Suetrio Sabino è deposto da Macrino.
- Il governatore della Mesia, Pomponio Basso, e quello della Dalmazia, Marco Nummio Umbrio Primo Senecione Albino, terminano il proprio mandato.
- Marco Munazio Silla Ceriale legato in Cappadocia.

### Cina
- Cina: Sun Quan rompe l'alleanza con Liu Bei riunendosi a Cáo Cāo; Cao Pi, divenuto signore del Regno Wei, designa Cáo Cāo come proprio erede.

### Religione
- Alla morte di Zefirino (20 dicembre), viene eletto vescovo di Roma Callisto I. Ippolito di Roma contesta l'elezione di Callisto e diventa il primo antipapa.
- Ciriaco I succede a Filadelfo quale vescovo di Bisanzio.

## Morti
- 8 aprile - Caracalla, imperatore romano (n. 188)
- 20 dicembre - Papa Zefirino, papa, vescovo e santo romano
- Gaio Giulio Avito Alessiano, romano
- Gaio Giulio Bassiano, sacerdote siriano
- Giulia Domna, nobildonna romana

## Calendario
| Calendario 217 | Calendario 217 | Calendario 217 | Calendario 217 | Calendario 217 | Calendario 217 | Calendario 217 | Calendario 217 | Calendario 217 | Calendario 217 | Calendario 217 | Calendario 217 | Calendario 217 | Calendario 217 | Calendario 217 | Calendario 217 | Calendario 217 | Calendario 217 | Calendario 217 | Calendario 217 | Calendario 217 | Calendario 217 | Calendario 217 | Calendario 217 | Calendario 217 | Calendario 217 | Calendario 217 | Calendario 217 | Calendario 217 | Calendario 217 | Calendario 217 | Calendario 217 | Calendario 217 |
| -------------- | -------------- | -------------- | -------------- | -------------- | -------------- | -------------- | -------------- | -------------- | -------------- | -------------- | -------------- | -------------- | -------------- | -------------- | -------------- | -------------- | -------------- | -------------- | -------------- | -------------- | -------------- | -------------- | -------------- | -------------- | -------------- | -------------- | -------------- | -------------- | -------------- | -------------- | -------------- | -------------- |
|                | 1              | 2              | 3              | 4              | 5              | 6              | 7              | 8              | 9              | 10             | 11             | 12             | 13             | 14             | 15             | 16             | 17             | 18             | 19             | 20             | 21             | 22             | 23             | 24             | 25             | 26             | 27             | 28             | 29             | 30             | 31             |                |
| Gennaio        | Me             | Gi             | Ve             | Sa             | Do             | Lu             | Ma             | Me             | Gi             | Ve             | Sa             | Do             | Lu             | Ma             | Me             | Gi             | Ve             | Sa             | Do             | Lu             | Ma             | Me             | Gi             | Ve             | Sa             | Do             | Lu             | Ma             | Me             | Gi             | Ve             |                |
| Febbraio       | Sa             | Do             | Lu             | Ma             | Me             | Gi             | Ve             | Sa             | Do             | Lu             | Ma             | Me             | Gi             | Ve             | Sa             | Do             | Lu             | Ma             | Me             | Gi             | Ve             | Sa             | Do             | Lu             | Ma             | Me             | Gi             | Ve             |                |                |                |                |
| Marzo          | Sa             | Do             | Lu             | Ma             | Me             | Gi             | Ve             | Sa             | Do             | Lu             | Ma             | Me             | Gi             | Ve             | Sa             | Do             | Lu             | Ma             | Me             | Gi             | Ve             | Sa             | Do             | Lu             | Ma             | Me             | Gi             | Ve             | Sa             | Do             | Lu             |                |
| Aprile         | Ma             | Me             | Gi             | Ve             | Sa             | Do             | Lu             | Ma             | Me             | Gi             | Ve             | Sa             | Do             | Lu             | Ma             | Me             | Gi             | Ve             | Sa             | Do             | Lu             | Ma             | Me             | Gi             | Ve             | Sa             | Do             | Lu             | Ma             | Me             |                |                |
| Maggio         | Gi             | Ve             | Sa             | Do             | Lu             | Ma             | Me             | Gi             | Ve             | Sa             | Do             | Lu             | Ma             | Me             | Gi             | Ve             | Sa             | Do             | Lu             | Ma             | Me             | Gi             | Ve             | Sa             | Do             | Lu             | Ma             | Me             | Gi             | Ve             | Sa             |                |
| Giugno         | Do             | Lu             | Ma             | Me             | Gi             | Ve             | Sa             | Do             | Lu             | Ma             | Me             | Gi             | Ve             | Sa             | Do             | Lu             | Ma             | Me             | Gi             | Ve             | Sa             | Do             | Lu             | Ma             | Me             | Gi             | Ve             | Sa             | Do             | Lu             |                |                |
| Luglio         | Ma             | Me             | Gi             | Ve             | Sa             | Do             | Lu             | Ma             | Me             | Gi             | Ve             | Sa             | Do             | Lu             | Ma             | Me             | Gi             | Ve             | Sa             | Do             | Lu             | Ma             | Me             | Gi             | Ve             | Sa             | Do             | Lu             | Ma             | Me             | Gi             |                |
| Agosto         | Ve             | Sa             | Do             | Lu             | Ma             | Me             | Gi             | Ve             | Sa             | Do             | Lu             | Ma             | Me             | Gi             | Ve             | Sa             | Do             | Lu             | Ma             | Me             | Gi             | Ve             | Sa             | Do             | Lu             | Ma             | Me             | Gi             | Ve             | Sa             | Do             |                |
| Settembre      | Lu             | Ma             | Me             | Gi             | Ve             | Sa             | Do             | Lu             | Ma             | Me             | Gi             | Ve             | Sa             | Do             | Lu             | Ma             | Me             | Gi             | Ve             | Sa             | Do             | Lu             | Ma             | Me             | Gi             | Ve             | Sa             | Do             | Lu             | Ma             |                |                |
| Ottobre        | Me             | Gi             | Ve             | Sa             | Do             | Lu             | Ma             | Me             | Gi             | Ve             | Sa             | Do             | Lu             | Ma             | Me             | Gi             | Ve             | Sa             | Do             | Lu             | Ma             | Me             | Gi             | Ve             | Sa             | Do             | Lu             | Ma             | Me             | Gi             | Ve             |                |
| Novembre       | Sa             | Do             | Lu             | Ma             | Me             | Gi             | Ve             | Sa             | Do             | Lu             | Ma             | Me             | Gi             | Ve             | Sa             | Do             | Lu             | Ma             | Me             | Gi             | Ve             | Sa             | Do             | Lu             | Ma             | Me             | Gi             | Ve             | Sa             | Do             |                |                |
| Dicembre       | Lu             | Ma             | Me             | Gi             | Ve             | Sa             | Do             | Lu             | Ma             | Me             | Gi             | Ve             | Sa             | Do             | Lu             | Ma             | Me             | Gi             | Ve             | Sa             | Do             | Lu             | Ma             | Me             | Gi             | Ve             | Sa             | Do             | Lu             | Ma             | Me             |                |